# Phryneta marmorea
Phryneta marmorea är en skalbaggsart som först beskrevs av Olivier 1792.  Phryneta marmorea ingår i släktet Phryneta och familjen långhorningar.
Artens utbredningsområde är Madagaskar. Inga underarter finns listade i Catalogue of Life.